# Assé-le-Bérenger
 Assé-le-Bérenger  es una población y comuna francesa, en la región de Países del Loira, departamento de Mayenne, en el distrito de Laval y cantón de Évron.

## Demografía
| 369 | 348 | 295 | 271 | 298 | 329 |
| Para los censos de 1962 a 1999 la población legal corresponde a la población sin duplicidades (Fuente: INSEE [Consultar]) |     |     |     |     |     |